# 痛苦圣母加俾额尔
痛苦圣母加俾额尔（義大利語：Gabriele dell'Addolorata，原名弗朗切斯科·波森蒂，1838年3月1日—1862年2月27日）是一位意大利苦难会修士神学生，出生在圣方济各的家乡——意大利中部翁布里亚大区的阿西西。他出生於一個貴族家庭，原本懷抱俗世職涯的志向，後來放棄世俗前途而加入苦難會。他在修道院的生活並不特別顯赫，然而他完美地遵守會規，並以對七苦聖母的深切虔敬而聞名。他在23歲時因肺結核死於在泰拉莫省的伊索拉-德尔格兰萨索。
1920年被教宗本笃十五世封为圣人。

## 生平

### 早年生活
弗朗切斯科·波森蒂（Francesco Possenti）於1838年3月1日出生於義大利亞西西，是父親桑特（Sante）與母親艾涅瑟（Agnes）十三名子女中的第十一個。當時波森蒂一家居住在亞西西鎮，桑特在當地政府任職。弗朗切斯科出生當天即在施洗堂中受洗，而這個洗禮池正是聖方濟各（Francis of Assisi）當年受洗的地方。弗朗切斯科出生不久後，桑特被調任至蒙塔爾塔（Montalta），接著又被派往斯波萊托（Spoleto），並於1841年被任命為司法顧問。在斯波萊托期間，波森蒂一家接連遭逢喪親之痛：1841年12月幼女羅莎（Rosa）去世；1842年1月七歲的阿黛勒（Adele）去世；同年母親艾涅瑟也過世。
作為孩童與青年，弗朗切斯科深受同儕喜愛，並以其慈愛與虔誠聞名。他亦十分注重儀容，常為了赴宴而花費數小時打扮自己。他個性中也有易怒的一面，偶爾會有激烈情緒爆發。他熱衷於斯波萊托的社交活動，甚至贏得了「舞者」的綽號。弗朗切斯科深受女性歡迎，曾有數段戀情，在他離家投身苦難會的當晚，仍有人期望他會與當地女孩瑪麗亞·帕納凱蒂（Maria Panachetti）訂婚。這位女子深愛著他，與他有過多次約會（她後來出席了加俾額爾的真福品與聖品冊封典禮）。他先是由基督學校會（Christian Brothers）教育，後進入耶穌會在斯波萊托開辦的學院就讀，並表現優異，特別擅長拉丁文。1851年，弗朗切斯科病重，曾許願若痊癒便獻身修道。然而痊癒後，他很快便忘了這個承諾。同樣情況也發生在一次狩獵中他險些被流彈擊中的事件後。他的哥哥保祿於1848年去世，哥哥洛倫佐則在1853年自盡。1853年，弗朗切斯科再度重病，此次為喉嚨膿腫。他將康復歸功於剛真福聖安德肋·博博拉（Andrew Bobola），並再次許願若康復便入修會。這一次他開始付諸行動，申請加入耶穌會，但不知何故未能完成入會。此後悲劇再臨，姊姊瑪麗亞·路易莎（Mary Louisa）染上霍亂過世——她是母親去世後一直照顧弗朗切斯科的人。

### 聖召
在奪去波森蒂姊姊性命的霍亂疫情結束後，斯波萊托的神職人員與市政當局舉辦了一場隆重的遊行，恭迎聖母的古老聖像於斯波萊托主教座堂內巡行。波森蒂參與了這場遊行，當聖像從他面前經過時，他感受到一個內在的聲音在質問他：「你為什麼還留在這世上？」這一刻成為推動他宗教聖召道路的關鍵轉捩點。
遊行結束後，他向一位司鐸尋求指引，並決定加入苦難會。由於斯波萊托附近並無該會修院，因此波森蒂的選擇很可能是出於他對耶穌受難的個人虔敬。然而，他的父親拒絕允許他前往苦修會，甚至動員多位親戚勸阻波森蒂改變主意。但這些努力都未能奏效，波森蒂堅定不移的意志最終使父親相信，他的決定是出自誠心，而非一時衝動。

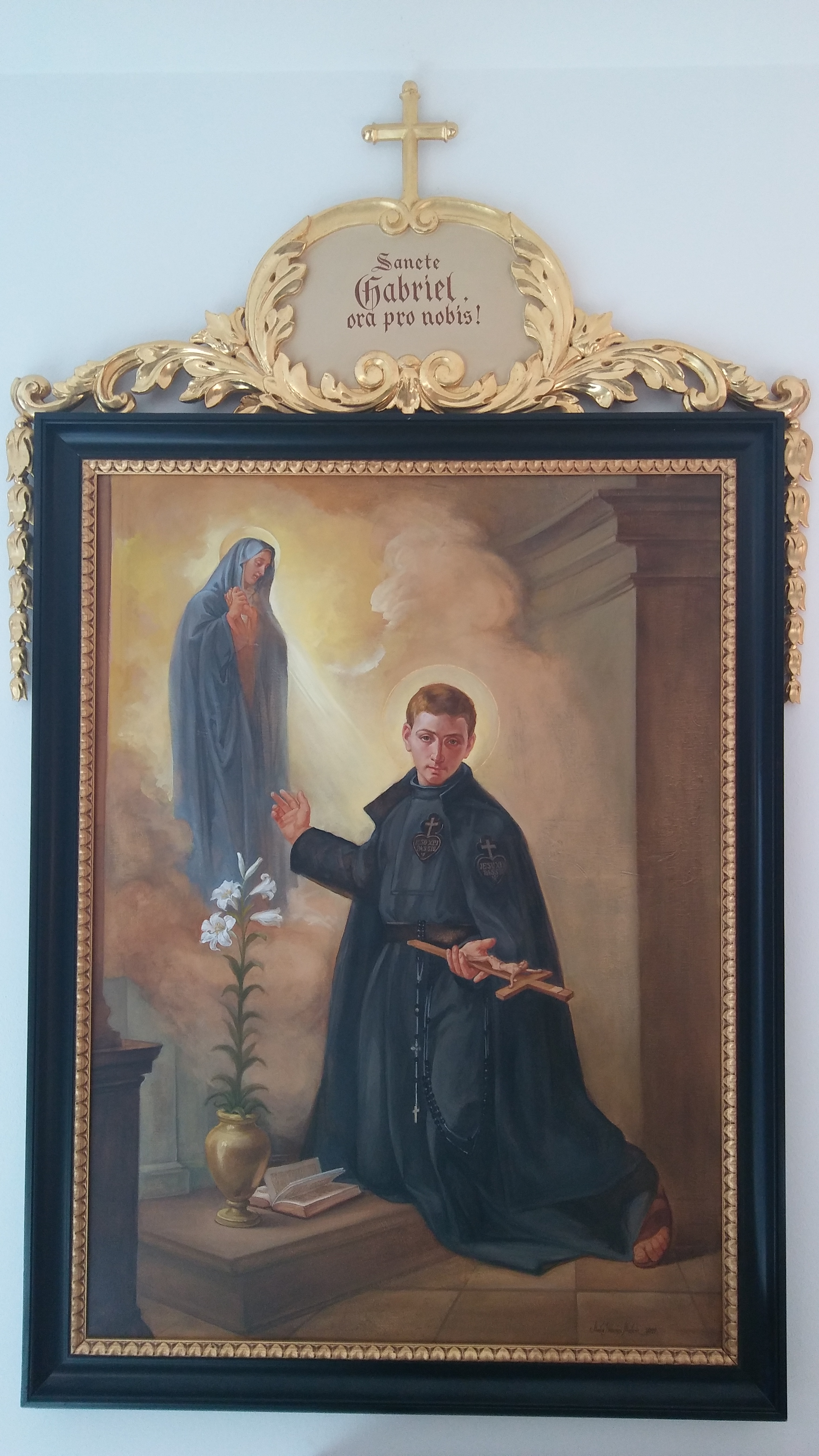
痛苦圣母加俾额尔

### 苦難會修士
在他的兄長——道明會修士路易斯（Aloysius）的陪同下，波森蒂啟程前往位於莫羅瓦萊的苦難會初學院。在途中，他們探訪了數位受父親桑特委託、試圖勸他返回斯波萊托的親戚，但都無法動搖他的決心。他於1856年9月19日抵達初學院。
兩天後，他領受了苦難會的會衣，並取名為「痛苦聖母的嘉俾額爾」。翌年，波森蒂發了初願。在此期間直至他去世，他的靈修生活一直由他的神師——「聖母瑪利亞的諾貝爾」神父指導。
1858年6月，波森蒂與其他學生被遷往皮耶特韋托里納繼續修課。但由於當地局勢不穩，他們只停留了一年，1859年7月，一行人遷至位於泰拉莫省的格蘭薩索島修院。
波森蒂在學業上表現優異，而他在靈修上的進步更是遠超學術成就。同時，他開始出現肺結核的初期症狀。這個消息並未讓他感到憂懼，反而使他充滿喜樂——因他曾祈求得到一場緩慢的死亡，好使他能充分作靈性準備。在病中，他依然樂觀堅強，持守一切日常靈修實踐。他成了同學們的楷模與鼓舞，使許多人願意在他臨終時守在身旁。波森蒂展現了一位模範修士的風範，完全遵守苦修會會規，並對聖母瑪利亞懷有深切的敬愛。
臨終前，他命人將自己的靈修筆記焚毀，唯恐這些著作會使他陷於驕傲之中。現今僅存的是他的書信與《靈修決志》，後者詳細記載了他在短暫修會生活中所達到的靈性進展。
波森蒂尚未及領受鐸品，便於1862年2月27日凌晨，在格蘭薩索島的修院內安然去世，當時社區成員皆在旁守候。他懷抱著一幅七苦聖母像，面帶微笑地離世。當時在場的人描述，他臨終時坐起，面容煥發光彩，似乎正伸手迎接一位他人所見不到的訪客。神師諾貝爾神父認為，在那一刻，波森蒂親見了聖母瑪利亞。

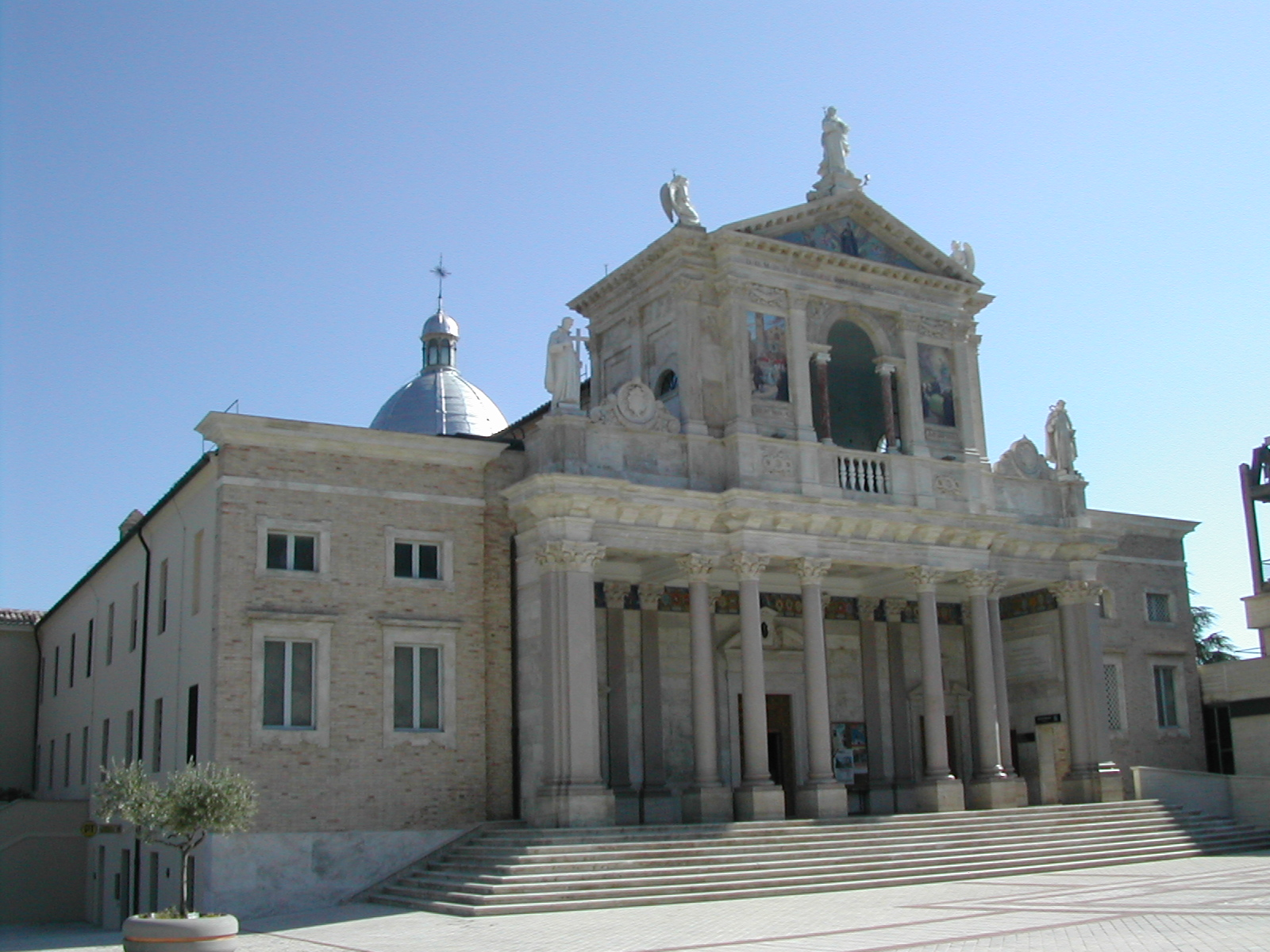
痛苦圣母加俾额尔的灵位，位於大萨索山山脚

## 列品
波森蒂於逝世當日即下葬。他在初學院的同伴「耶穌的貝爾納多·瑪利亞」感慨地說：
「我熱淚盈眶，深感羞愧，因我離他在短時間內所達到的德行竟是那樣遙遠。」}}
隨後，神師諾貝爾立即撰寫了他的傳記。波森蒂去世四年後的1866年，苦難會被迫撤離|格蘭薩索島修院，波森蒂的墓地所在的教堂也因此荒廢了三十年。然而，自他逝世以來，波森蒂的聖德之名已在當地與修會中廣為流傳。1891年，苦難會決定正式展開為波森蒂封聖的程序。一年後，教會委員會前往其墓地進行遺骸檢查。當委員會抵達格蘭薩索島時，當地民眾包圍了教堂，堅決反對將波森蒂的遺體移走，表達他們對這位聖青年的深切敬意與留戀。兩年後，苦難會重新返回格蘭薩索島，於泰拉莫省鄰近地區繼續其修會生活。
波森蒂列品真福所提交的兩項奇蹟是：瑪麗亞·馬扎雷拉（Maria Mazzarella）罹患肺結核與骨膜炎的不明原因痊癒，以及多明尼克·提貝爾（Dominic Tiber）無法手術治愈的疝氣突然痊癒。波森蒂於1908年5月31日，由教宗庇護十世列品真福。出席典禮者包括他的兄長米凱爾（Michael）、同伴西爾維斯特（Sylvester），以及靈修導師諾貝爾神父（Norbert）。第一次世界大戰的爆發使得封聖程序延宕，但最終於1920年5月13日，教宗本篤十五世正式將他列入聖品。

## 外部鏈接
- 天主教百科全書 Blessed Gabriel
- Saint Gabriel Possenti Society at gunsaint.com
- Shrine of St. Gabriel (in Italian)